# 에드워드 7세반도

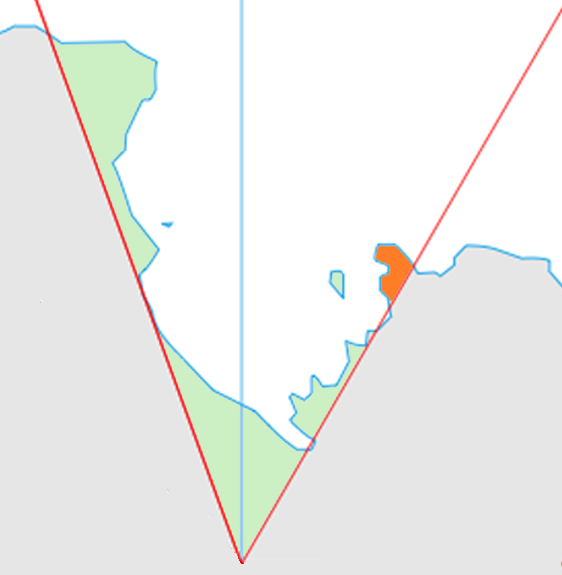
에드워드 7세 반도

에드워드 7세 반도(King Edward VII Land, King Edward VII Peninsula)는 남극 서부 (서남극)의 마리버드랜드 북서쪽 끝에 있는 로스해에 돌출되어 있는 반도이다.
1902년, 로버트 팰컨 스콧이 발견하였다. 지명은 영국 국왕 에드워드 7세에 연관된다.